# The Grudge 3
The Grudge 3 es una película de terror estadounidense estrenada en 2009 y dirigida por Toby Wilkins. Se trata de la tercera entrega de la serie de The Grudge. Fue estrenada directamente en DVD el 12 de mayo de 2009.

## Argumento
La película inicia días después de la muerte de la familia de Jake Kimble (Matthew Knight) en Chicago, quien es el único superviviente de la masacre. Su cuidadora es la Dra. Sullivan (Shawnee Smith), quien se muestra escéptica ante las historias de Jake, el cual describe a una mujer con cabello negro cubierta de sangre. Pero un día, para desgracia de Jake, la Dra. Sullivan tiene que dejarlo momentáneamente solo en su habitación mientras visita a otros pacientes. Jake le suplica de mil maneras que se quede, pero ella no le presta atención. Cuando se va, las luces de su habitación comienzan a titilar, y Jake se da cuenta de que Kayako ha llegado. Grita en busca de ayuda y el guardia de seguridad llama a la doctora, pero ya es demasiado tarde, ya que es arrojado por toda la habitación por Kayako (aunque solamente se logra ver a Jake en la cámara de seguridad) quien le rompe casi todos los huesos del cuerpo.
La hermana menor de Kayako, Naoko Kawamata, es una joven japonesa que oye de la muerte de Jake a través de los periódicos y se preocupa. Naoko sabe cómo acabar con la maldición y viaja a Chicago. Ella busca hospedarse en el edificio de apartamentos de Chicago donde vivía Jake, y es muy bien atendida por Max (Gil McKinney), el gerente, y de inmediato comienza a sentir la presencia de su hermana. Max tiene dos hermanas, una de 8 años llamada Rose (Jadie Rose Hobson) quien es asmática; y otra de 19, Lisa (Johanna Braddy). Lisa planea irse del apartamento con su novio Andy (Beau Mirchoff). Desafortunadamente, Rose se encuentra con Toshio Saeki (Shimba Tsuchiya), quien parece tener intenciones no malignas con la pequeña. Al principio sólo jugaban pero luego ella ya no se sentía cómoda con su presencia. Pero Rose no es la única afectada, pues Lisa se encuentra con él en las escaleras. Al preguntarle qué está haciendo en el apartamento, Toshio desaparece dejando a Lisa desconcertada.
Una noche, Brenda (Mihaela Nankova), hija de Renee (Laura Giosh), la vecina de Max, Rose y Lisa, se estaba preparando para darse un baño, pero Toshio la mete en la bañera y ella es ahogada por el espíritu maligno de Takeo Saeki. Otra noche, Gretchen (Marina Sirtis) está pintando un hermoso cuadro de Rose, pero en un momento va a la cocina y escucha un ruido. Al regresar, encuentra el cuadro casi destrozado y un charco de pintura roja (representando la sangre de Kayako). En ese momento, la imagen de Rose toma la forma de Kayako, asustando a Gretchen, y luego unas huellas de manos, al parecer de Kayako, comienzan a aparecer en el suelo, avanzando hacia Gretchen. Luego, las huellas desaparecen y otra de sus pinturas comienza a cambiar transformándose en Kayako que se arrastra hacia Gretchen y la mata, arrancándole la mandíbula y los ojos.
Lisa oye hablar a Naoko sobre la maldición y se da cuenta de que las muertes en el apartamento de Chicago - incluyendo la muerte de Jake Kimble - están conectadas. Luego se encuentra con la Dra. Sullivan (Shawnee Smith), quien le cuenta todo lo que aprendió de Jake, sobre Allison Fleming y Kayako Saeki. Pero para desgracia de Lisa, la Dra. Sullivan le dice que Toshio, el niño que veía ella y Rose en el apartamento, estaba muerto. Luego le muestra un video de una de sus entrevistas con Jake, quien le dice a la Dra. Sullivan que Kayako se sentaba a su derecha constantemente. Lisa finalmente regresa a la casa, pero la Dra. Sullivan analiza más pruebas y luego ve en una de las cámaras de seguridad a Toshio sentado en un pasillo y va hacia allá. Todo parece normal hasta que Kayako aparece en el pasillo. La Dra. Sullivan sale por la puerta para que Kayako se quedara atrás, pero luego aparece a su lado. La Dra. Sullivan huye de ella hasta que una puerta no se abre. Ella grita y Kayako se acercaba más y más. La Dra. Sullivan siente los dedos Kayako recorriendo su pelo y toca su mejilla. La Doctora seguía gritando pero de pronto el fantasma se apodera de su cabeza y le parte el cuello, salpicando su sangre contra la ventana.
Más tarde esa noche, Lisa invita a Andy a cenar, y allí ella le cuenta todo lo que sabe. El no le cree y trata de convencerla de que se vayan a Nueva York juntos. Pero ella se niega. De regreso al apartamento ella se despide de él y cuando salía ve las luces del apartamento titilando y a Toshio subiendo las escaleras hacia el tercer piso. Andy sigue a Toshio hasta la habitación 305. Esta habitación es donde había muerto la familia de Jake. Él entra a la habitación oscura y al intentar encender el interruptor, la luz hace un corto circuito. Luego vuelve a ver a Toshio y entra a un cuarto. Al volver a encender el interruptor, se vuelve a provocar un corto circuito que permite ver a Kayako tras él y enseguida se cierra violentamente la puerta de la habitación.
Más tarde, Max muestra signos de posesión y se vuelve violento y agresivo, y ataca a su superior cuando es despedido. Más tarde, su jefe, Praski ,es asesinado por Toshio Saeki en su coche. Max comienza a desquitarse con Lisa y luego empuja a Rose a un lado y le dice que vaya a su habitación. Naoko se viste con el atuendo Itaku y comienza a hacer un exorcismo en la habitación 305 utilizando a Rose como testigo, pero en mitad de esta ceremonia, Naoko le dice a Lisa que Rose tiene que beber la sangre de Kayako. Naoko pide a Rose que beba eso, afirmando que "el alma debe ser purificada". Lisa se niega a tener algo que ver con este ritual, y empieza a salir, sólo para encontrar su camino bloqueado por Max el cual ha sido poseído por el espíritu maligno de Takeo Saeki, y ahora está por repetir el mismo homicidio de Kayako y Aubrey Davis (quien se convirtió en Kayako), esta vez con Naoko. El persigue a Naoko en el pasillo, y cuando Naoko intenta razonar con él, se rompe la pierna. Naoko intenta arrastrarse, pero Max se apodera de un cuchillo, agarra a Naoko por su cabeza, y le clava el cuchillo por la garganta. Kayako persigue a Lisa y a Rose a través de la planta superior de la vivienda. Lisa y Rose corren al baño y allí encuentran el cadáver de Andy. Lisa lo abraza en medio de lágrimas y luego Andy se convierte en Kayako. Rose es expulsada del cuarto de baño y las cerraduras de las puertas se cierran. Lisa intenta alejarse de Kayako mientras esta se arrastra hacia ella. Rose, en un intento por salvar a su hermana, bebe la sangre de Kayako y el espíritu maligno de ella y Toshio desaparecen. Takeo es exorcizado de Max, quien está horrorizado con lo que ha hecho. Cuando está sentado, sumergido en el remordimiento y la culpa, escucha los ruidos que vienen desde el otro extremo del pasillo. Luego aparece Naoko ensangrentada y arrastrándose como un nuevo Onryō, naciendo otra maldición causada esta vez por Max. Ella se arrastra hacia él y lo mata.
Rose entra en convulsiones y entonces Lisa le pone oxígeno. Cuando Rose se tranquiliza, Lisa sube a ver a su hermano y lo encuentra muerto en el pasillo. La policía y los médicos han llegado para realizar el levantamiento de los cadáveres. Lisa estaba con Rose. Esta última estaba muy asustada y por eso Lisa le dice que todo va a estar bien, y la abraza. Sin embargo, la imagen final es la de Kayako abrazando a Lisa en lugar de Rose, indicando que Rose lleva ahora el espíritu de Kayako.

## Reparto
- Johanna Braddy como Lisa
- Gil McKinney como Max
- Emi Ikehata como Naoko Kawamata
- Jadie Rose Hobson como Rose
- Shawnee Smith como Dra. Sullivan
- Marina Sirtis como Gretchen
- Beau Mirchoff como Andy
- Matthew Knight como Jake Kimble
- Aiko Horiuchi como Kayako Saeki
- Shimba Tsuchiya como Toshio Saeki
- Michael McCoy como Mr. Praski
- Takatsuna Mukai como Daisuke Kawamata
- Laura Giosh como Renee
- Mihaela Nankova como Brenda

Takako Fuji, Takashi Matsuyama, Sarah Michelle Gellar, Ryō Ishibashi, Kim Miyori, Yūya Ozeki y Kyōka Takizawa también aparecen en el filme a través de una serie de flashbacks.

## Estreno

### Secuela
En agosto de 2011 se publicaron las noticias de una secuela. Se dijo que Ghost House Pictures y mandato estaban desarrollando una nueva versión de la película japonesa original. 
La película sería un reinicio completo de la serie, pero esta vez ambientada en la historia de Naoko.

## Recepción
La película recibió críticas mixtas, pero en su mayoría negativas.

## Otras películas
- The Grudge
- The Grudge 2